# 豊嶋千加子
豊嶋 千加子（とよしま ちかこ、1976年6月23日 - ）は、日本のタレント、モデルである。千葉県出身。

## 略歴
- 北原 まゆの名義でデビューし、1997年にはトーヨータイヤ・ギューンガールとして活動。
- 1998年、バラエティ『ワンダフル』にワンギャル1期生としてレギュラー出演。
- その後もテレビや雑誌で活動するとともに、2004年には歌手としてアルバム「PURE」を発売。
- 2006年1月6日、芸名を豊嶋 千加子に改名。同年12月に結婚[1]。

## 出演

### キャンペーンガール
- トーヨータイヤ ギューンガール（1997年）
- サントリースーパーホップス キャンペーンガール（1998年）
  - CM「サントリースーパーホップス」

### テレビ
- ワンダフル（1998年、TBS） - ワンギャル1期生
- 姫のお夜食（2000年、RCC）
- 石田純一の恋愛病棟24時（2003年） - レギュラー出演

### 雑誌
- ViVi（1998年）

## 作品

### 写真集
- Angel（1997年、ぶんか社）

### ビデオ
- Peace（1997年、ぶんか社）
- Final Beauty（1998年、竹書房）

### アルバム
- PURE（2004年）